# الحارث بن امرئ القيس الكندي
الحارث بن امرئ القيس الكندي (ت. 61 هـ) كان ممن شهد معركة كربلاء، وكان ضمن جيش عمر بن سعد المتجه لكربلاء، وعندما رأى جيش عبيد الله إبن أبيه قد أحاط بالحسين، إنضم للحسين وقُتل في الحملة الأولى من معركة كربلاء.